# Temporada 1994-1995 de la UE Figueres
La marxa de Tintín Márquez, que va signar contracte amb l'Europa, acabat d'ascendir a Segona B, el davanter Ramón i el porter Emilio, que va retornar a Segona A a les files del CD Badajoz, van ser les baixes més significatives de l'equip unionista.
La plantilla que va confeccionar el cos tècnic, encapçalat per Raúl Longui i l'assessor Pichi Alonso, va incorporar alguns joves talents del futbol estatal, a part de fitxar dos davanters dels quals tothom n'esperava molt: Arturo Luís Patiño (Deportivo de la Coruña) i Salvador Soriano (Elx CF). A ells dos es van unir Jordi Melero (Girona FC), el porter Rodri (CD Tortosa), el defensa mallorquí Miquel Àngel Salas (At. Balear), els centrecampistes Manolo Muñoz (Alabès) i Arnau Sala (AEC Manlleu), i el davanter Jaume Escala (CF Gavà).
Raúl Longhi es va emportar tres juvenils a la preparació de pretemporada celebrada a Font-romeu: Miranda, Pérez i Hernández. Al mateix temps, el fisioterapeuta David Capel passava a ocupar també la plaça de preparador físic, en substitució d'Ismael Dos Santos, mentre Jordi Pagès continuava de delegat i Pere Gratacós es convertia en el nou coordinador del futbol base. Només quatre jugadors, Quim Ferrer, Albert Valentín, Arseni Comas i Pitu Duran, representaven la vella guàrdia de la dècada dels vuitanta.
El Figueres va fer un bon paper a la pretemporada, i va lluir amb especial intensitat a la Copa Catalunya, que va disputar-se a Vilatenim. Després d'eliminar el Girona FC, l'Amer i el Masnou, en els quarts de final, la Unió va superar el Barça (2-2) a la tanda de penals. El camp era ple, sobretot de joves aficionats. La presència del campió del món Romario va atreure molt públic. Quim Ferrer va ser l'heroi de l'eliminatòria amb una gran actuació. A les semifinals, l'Espanyol va eliminar la Unió (1-1), també a la tanda de penals.
A la Copa del Rei, el Figueres va superar la primera eliminatòria davant el Girona FC, però va caure davant l'Ontinyent CF.
A la lliga de la temporada de Segona Divisió B 1994-95 tot va anar força bé fins a Nadal. El Figueres, sense jugar excepcionalment, es va situar en quart lloc a quatre punts del segon, el Castelló. Les tres setmanes de descans de les festes nadalenques van ser fatals, i la Unió va perdre pistonada de forma progressiva. El club va fitxar el jove Maceda (UA Horta). A finals de març, Soriano va ser traspassat l'AD Guíxols. Longhi va fer debutar progressivament els juvenils Prats, Hernández i Santos, però el 2 d'abril va abandonar el càrrec després d'un decebedor 0-4 davant el Terrassa FC. L'equip va baixar al desè lloc i va perdre els dos únics positius que tenia. Curiosament, Longhi va plegar a la trentena jornada, la mateixa en què havia arribat Waldo Ramos un any abans. Pere Gratacós es va fer càrrec provisionalment de l'equip, mentre el Consell d'Administració negociava la incorporació de Xavi Agustí, que es va fer efectiva la mateixa setmana, el 4 d'abril. L'equip no es mouria de mitja taula i acabaria en novena posició, lluny de les places de promoció, amb 39 punts, 14 victòries, 11 empats i 13 derrotes, amb 44 gols a favor i 40 en contra.

## Fets destacats
1994
- 7 d'agost: primer partit amistós de la temporada, a Vilatenim, contra el Real Betis, amb una fluixa entrada. Derrota per 0 gols a 1.[14][15]
- 29 de novembre: el Figueres queda eliminat a les semifinals de la Copa Catalunya contra el RCD Espanyol, a la tanda de penals, a Vilatenim.[7][8]
- 4 de setembre: primera jornada de lliga, a Vilatenim, contra el CE Sabadell FC, amb empat a 0 gols.[16]
- 9 de novembre: el Figueres cau eliminat de la Copa del Rei contra l'Ontinyent CF, a la tornada de la 2a ronda, a l'estadi El Clariano d'Ontinyent.[17]

1995
- 2 d'abril: dimiteix l'entrenador Raúl Longhi després d'una derrota contundent a Vilatenim contra el Terrassa FC per 0 gols a 4.[10][11]
- 4 d'abril: el club arriba a un acord amb l'entrenador Xavi Agustí per fer-se càrrec de l'equip pel que resta de temporada i la següent.[12]
- 21 de maig: últim partit de lliga, amb victòria per 0 gols a 2 contra el CE Alcoià a Vilatenim.[18]
- 21 de juny: partit amistós a Vilatenim contra el FC Barcelona per homenatjar el capità Pitu Duran, que es retirava del futbol després de 20 temporades al club.[19][20]

## Plantilla
| Núm. | Pos. |               | Jugador                             | Procedència            | Temporada |
| ---- | ---- | ------------- | ----------------------------------- | ---------------------- | --------- |
|      | POR  | Catalunya     | Joaquim Ferrer Sala (Ferrer)        | Real Murcia CF         | 1986-1987 |
|      | POR  | Catalunya     | Francesc Ruiz Valbuena (Rodri)      | CD Tortosa             | 1994-1995 |
|      | DEF  | Catalunya     | Albert Valentín Escolano (Valentín) | FC Barcelona B         | 1986-1987 |
|      | DEF  | Catalunya     | Arseni Comas Julià (Comas)          | CD Logroñés            | 1988-1989 |
|      | DEF  | Catalunya     | Joan Sagué Turón (Sagué)            | Girona FC              | 1993-1994 |
|      | DEF  | Catalunya     | Manuel Sánchez Ramírez (Manolo)     | CE Sabadell FC         | 1993-1994 |
|      | DEF  | Catalunya     | Carles Curós Hurtado (Curós)        | UE Olot                | 1993-1994 |
|      | DEF  | Illes Balears | Miguel Ángel Salas Bestard (Salas)  | CE Atlètic Balears     | 1994-1995 |
|      | DEF  | Catalunya     | Arnau Sala Descals (Arnau)          | AEC Manlleu            | 1994-1995 |
|      | MIG  | Catalunya     | Josep Duran Pagès (Duran)           | Girona FC              | 1977-1978 |
|      | MIG  | Catalunya     | Àngel Cortada Borràs (Cortada)      | Vilobí CF              | 1993-1994 |
|      | MIG  | Catalunya     | Jordi Melero Busquets (Melero)      | Girona FC              | 1994-1995 |
|      | MIG  | Andalusia     | Manuel Muñoz Huertas (Muñoz)        | Deportivo Alavés       | 1994-1995 |
|      | DAV  | Catalunya     | Enrique Beltrán Rodríguez (Quique)  | UE Olot                | 1993-1994 |
|      | DAV  | Catalunya     | José Manuel Embela Pi (Embela)      | CD Teruel              | 1993-1994 |
|      | DAV  | Galícia       | Arturo Luis Patiño Cozar (Arturo)   | Deportivo de La Coruña | 1994-1995 |
|      | DAV  | Catalunya     | Salvador Soriano Campos (Soriano)   | Elx CF                 | 1994-1995 |
|      | DAV  | Catalunya     | Jaume Escala Arnau (Escala)         | CF Gavà                | 1994-1995 |

Llegenda:  ·   Capità  ·   Juvenil  ·   Lesionat  ·   Altes  ·   Passaport europeu  ·   Extracomunitari  ·   Extracomunitari sense restricció
Altres jugadors utilitzats a la temporada: José Antonio Pérez Lago Maceda (UA Horta), Jordi Hernández Milà (juvenil), Jordi Carré Giró (juvenil), Josep Santos Pastor (juvenil), Francesc Prats Viñas (juvenil), David Miranda Canet (juvenil), Alexandre Pérez Acuña (juvenil), Herrero (juvenil), Claparols (juvenil), Serra (juvenil), Puigmal (juvenil)
| Baixes                          | Destinació         |
| Emilio López Fernández          | CD Badajoz         |
| Francisco Javier Espejo Ropero  | Sporting de Gijón  |
| Albert Planagumà Casals         | UE Olot            |
| Francisco Javier Priego Redondo | Xerez CD           |
| Rafael Pino Salas               | AEC Manlleu        |
| Juan Ignacio Bernal Díaz        | CD Leganés         |
| Óscar Engonga Maté              | Mensajero-La Palma |
| Bartolomé Tintín Márquez López  | CE Europa          |
| Francesc Xavier Ramón Matas     | CE Premià          |
| Francisco Keko Martínez Jiménez | CE L'Hospitalet    |
| Juan Carlos Murgui Pardo        | FC Barcelona B     |
| Zoran Stojadinović              |                    |

## Resultats
| Amistosos |

| 7 agost 1994 | UE Figueres | 0 – 1           | Real Betis | Figueres                                                            |  |
| 21:00        |             | Mundo Deportivo | 16' Aquino | Municipal de Vilatenim · 2.500 espectadors · Miquel Noguer Planas · |  |

| 10 agost 1994 | FC L'Escala | 1 – 6           | UE Figueres                                                   | L'Escala                             |  |
|               | Brugué 54'  | Diari de Girona | 37' Arturo · 52' Soriano · 76' Hernández · 80' 86' 89' Embela | Camp de futbol municipal · Hidalgo · |  |

| 13 agost 1994                        | UE Olot | 0 – 1         | UE Figueres | Banyoles                             |  |
| XXVI Torneig de l'Estany - Semifinal |         | El Punt Diari | 76' Cortada | Nou Municipal de Banyoles · Triola · |  |

| 14 agost 1994                    | UDA Gramenet | 0 – 1         | UE Figueres    | Banyoles                            |  |
| XXVI Torneig de l'Estany - Final |              | El Punt Diari | 57' (p.) Duran | Nou Municipal de Banyoles · Elías · |  |

| 23 agost 1994 | UE Figueres | 1 – 1                           | RCD Espanyol | Figueres                                                            |  |
| 21:30         | Quique 70'  | Mundo Deportivo Diari de Girona | 32' Iotov    | Municipal de Vilatenim · 1.800 espectadors · Miquel Noguer Planas · |  |

| 21 juny 1995 | UE Figueres                | 3 – 6                         | FC Barcelona | Figueres                                                            |  |
| 20:30        | Quique 13' 26' · Carré 88' | Mundo Deportivo El Punt Diari | 9' Sergi Barjuan · 10' Xavier Escaich · 27' De la Peña · 51' Txiki Begiristain · 72' Hristo Stoítxkov · 83' Guillermo Amor | Municipal de Vilatenim · 4.000 espectadors · Miquel Noguer Planas · |  |

| Copa Catalunya |

| 28 agost 1994                     | UE Figueres                       | 0 – 0 (pp.)                   | Girona FC                                   | Vilatenim                                                            |                                             |
| 1a ronda                          |                                   | Mundo Deportivo El Punt Diari |                                             | Municipal de Vilatenim · 1.000 espectadors · Salvador Elías Fajula · |                                             |
|                                   |                                   | Tanda de penals               |                                             |                                                                      |                                             |
| Muñoz · Melero · Embela · Arnau ' | Muñoz · Melero · Embela · Arnau ' | 4 – 3                         | Sarabia · Doval · Framis · Agustí · Frigola | Sarabia · Doval · Framis · Agustí · Frigola                          | Sarabia · Doval · Framis · Agustí · Frigola |

| 18 octubre 1994                    | Amer CF                            | 1 – 1 (pp.)                   | UE Figueres                         | Amer                                  |                                     |
| 2a ronda                           | Puigdemont 75'                     | Diari de Girona El Punt Diari | 59' Soriano                         | Camp de futbol municipal · Portillo · |                                     |
|                                    |                                    | Tanda de penals               |                                     |                                       |                                     |
| Puigdemont · Pujol · Donat · Simón | Puigdemont · Pujol · Donat · Simón | 2 – 4                         | ' Curós · Cortada · Quico · Manolo' | ' Curós · Cortada · Quico · Manolo'   | ' Curós · Cortada · Quico · Manolo' |

| 1 novembre 1994 | CD Masnou | 0 – 1                           | UE Figueres   | El Masnou                                           |  |
| 3a ronda        |           | Mundo Deportivo Diari de Girona | 53' Hernández | Camp municipal d'esports · Ramón Torralba Jiménez · |  |

| 15 novembre 1994                                   | UE Figueres                                        | 2 – 2 (pp.)                   | FC Barcelona                                                              | Vilatenim                                                                 |                                                                           |
| 22:00 Quarts de final                              | Salas 32' · Arturo 34'                             | Mundo Deportivo El Punt Diari | 70' 85' Kornéiev                                                          | Municipal de Vilatenim · 7.000 espectadors · Salvador Elías Fajula ·      |                                                                           |
|                                                    |                                                    | Tanda de penals               |                                                                           |                                                                           |                                                                           |
| Melero · Embela · Soriano · Quique · Curós · Arnau | Melero · Embela · Soriano · Quique · Curós · Arnau | 5 – 4                         | Sánchez Jara · Escaich · Iván Iglesias · Kornéiev · Hagi · Luis Cembranos | Sánchez Jara · Escaich · Iván Iglesias · Kornéiev · Hagi · Luis Cembranos | Sánchez Jara · Escaich · Iván Iglesias · Kornéiev · Hagi · Luis Cembranos |

| 29 novembre 1994                  | UE Figueres                       | 1 – 1 (pp.)                     | RCD Espanyol                   | Vilatenim                                                                    |                                |
| 21:00 Semifinals                  | Muñoz 48' (p.)                    | Mundo Deportivo Diari de Girona | 6' Lluís                       | Municipal de Vilatenim · 3.000 espectadors · Rafael Xavier Vilaseca Arroyo · |                                |
|                                   |                                   | Tanda de penals                 |                                |                                                                              |                                |
| Soriano · Melero · Arturo · Salas | Soriano · Melero · Arturo · Salas | 2 – 4                           | Ayúcar · Jaume · Jaime · Uceda | Ayúcar · Jaume · Jaime · Uceda                                               | Ayúcar · Jaume · Jaime · Uceda |

| Copa del Rei |

| 5 octubre 1994   | UE Figueres | 0 – 2           | Girona FC                   | Figueres                                                 |  |
| 1a ronda - Anada |             | Mundo Deportivo | 20' Doval · 45' (p.) Gamboa | Municipal de Vilatenim · José Antonio Hernández Calvet · |  |

| 12 octubre 1994    | Girona FC   | 1 – 3           | UE Figueres                     | Girona                             |  |
| 1a ronda - Tornada | Sarabia 10' | Mundo Deportivo | 32' (p.) Muñoz · 46' 71' Quique | Montilivi · Antoni Llonch Andreu · |  |

| 26 octubre 1994  | UE Figueres | 0 – 1           | Ontinyent CF | Figueres                                              |  |
| 2a ronda - Anada |             | Mundo Deportivo | 71' Marín    | Municipal de Vilatenim · Jesús José Granel Martínez · |  |

| 9 novembre 1994    | Ontinyent CF               | 2 – 0           | UE Figueres | Ontinyent                                     |  |
| 2a ronda - Tornada | Chuli 15' (p.) · Marín 21' | Mundo Deportivo |             | El Clariano · José Francisco Pinar Martínez · |  |

| Segona Divisió B-Grup 3 |

| 4 setembre 1994 | UE Figueres | 0 – 0           | CE Sabadell FC | Figueres                                                 |  |
| Jornada 1       |             | Mundo Deportivo |                | Municipal de Vilatenim · Felipe Santiago Crespo García · |  |

| 11 setembre 1994 | CE L'Hospitalet                   | 3 – 2           | UE Figueres             | L'Hospitalet de Llobregat                                 |  |
| Jornada 2        | Gómez 47' · Tost 66' · Ortuño 93' | Mundo Deportivo | 70' Escala · 91' Embela | Camp de futbol municipal · José Miguel Hernando Serrano · |  |

| 18 setembre 1994 | UE Figueres | 1 – 0           | AEC Manlleu | Figueres                                              |  |
| Jornada 3        | Escala 50'  | Mundo Deportivo |             | Municipal de Vilatenim · Guillermo Valiente Andaluz · |  |

| 25 setembre 1994 | CD Castelló | 0 – 0           | UE Figueres | Castelló de la Plana                       |  |
| Jornada 4        |             | Mundo Deportivo |             | Nou Castàlia · Amado César Orge Iglesias · |  |

| 2 octubre 1994 | UE Figueres | 1 – 3           | Llevant UE                       | Figueres                                             |  |
| Jornada 5      | Embela 75'  | Mundo Deportivo | 7' Eloy · 74' Gallego · 90' Hugo | Municipal de Vilatenim · José Luis Gutiérrez Barco · |  |

| 9 octubre 1994 | València CF B                | 2 – 1           | UE Figueres | Paterna                                                       |  |
| Jornada 6      | Simeón 21' (p.) · Clotet 92' | Mundo Deportivo | 12' Quique  | Ciutat Esportiva de Paterna · José Jesús Velázquez Carrillo · |  |

| 16 octubre 1994 | UE Figueres    | 2 – 0           | Ontinyent CF | Figueres                                                 |  |
| Jornada 7       | Arturo 24' 39' | Mundo Deportivo |              | Municipal de Vilatenim · Julián Velasco Lozano de Sosa · |  |

| 23 octubre 1994 | Benidorm CF | 0 – 0           | UE Figueres | Benidorm                                           |  |
| Jornada 8       |             | Mundo Deportivo |             | Estadi Municipal de Foietes · Ramón Villa García · |  |

| 30 octubre 1994 | CE Europa | 0 – 1           | UE Figueres | Barcelona                                                           |  |
| Jornada 9       |           | Mundo Deportivo | 85' Salas   | Camp Municipal d'Horta Feliu i Codina · Jesús Javier García Paños · |  |

| 6 novembre 1994 | UE Figueres             | 2 – 1           | Nàstic de Tarragona | Figueres                                     |  |
| Jornada 10      | Quique 47' · Arturo 58' | Mundo Deportivo | 62' Rubio           | Municipal de Vilatenim · Tulio Tevar Muñoz · |  |

| 13 novembre 1994 | Terrassa FC | 0 – 1           | UE Figueres | Terrassa                                                   |  |
| Jornada 11       |             | Mundo Deportivo | 35' Melero  | Estadi Olímpic de Terrassa · Carlos Andrés López Villate · |  |

| 20 novembre 1994 | UE Figueres                              | 4 – 0           | UDA Gramenet | Figueres                                          |  |
| Jornada 12       | Muñoz 17' · Arturo 38' · Soriano 75' 90' | Mundo Deportivo |              | Municipal de Vilatenim · Juan Carlos Gil Oteiza · |  |

| 27 novembre 1994 | UE Sant Andreu | 0 – 1           | UE Figueres | Barcelona                                                |  |
| Jornada 13       |                | Mundo Deportivo | 20' Arturo  | Municipal Narcís Sala · Fermín Venancio Sánchez García · |  |

| 4 desembre 1994 | UE Figueres | 0 – 3           | Elx CF                           | Figueres                                                |  |
| Jornada 14      |             | Mundo Deportivo | 46' Rodri · 73' Parés · 80' Raúl | Municipal de Vilatenim · José Miguel Hernando Serrano · |  |

| 8 desembre 1994 | FC Andorra | 0 – 0           | UE Figueres | Andorra la Vella                          |  |
| Jornada 15      |            | Mundo Deportivo |             | Estadi Comunal · Abilio García Carreras · |  |

| 11 desembre 1994 | UE Figueres | 1 – 0           | Real Murcia CF | Figueres                                             |  |
| Jornada 16       | Arturo 88'  | Mundo Deportivo |                | Municipal de Vilatenim · Jesús Javier García Paños · |  |

| 18 desembre 1994 | CE Premià | 0 – 2           | UE Figueres            | Premià de Mar                                             |  |
| Jornada 17       |           | Mundo Deportivo | 31' Quique · 54' Muñoz | Camp de futbol municipal · Vicente Benjamín Sanz Fuster · |  |

| 8 gener 1995 | UE Figueres | 1 – 1           | Girona FC  | Figueres                                                 |  |
| Jornada 18   | Soriano 40' | Mundo Deportivo | 83' Estela | Municipal de Vilatenim · Francisco Javier Méndez Casas · |  |

| 15 gener 1995 | CE Alcoià  | 1 – 0           | UE Figueres | Alcoi                                                  |  |
| Jornada 19    | Campos 20' | Mundo Deportivo |             | Camp Municipal del Collao · José Luis Herreros Hodar · |  |

| 22 gener 1995 | CE Sabadell FC             | 3 – 2           | UE Figueres            | Sabadell                                         |  |
| Jornada 20    | Manel 13' · Garzón 29' 57' | Mundo Deportivo | 8' Embela · 51' Escala | Nova Creu Alta · Javier Aurelio Baños Martínez · |  |

| 29 gener 1995 | UE Figueres | 0 – 0           | CE L'Hospitalet | Figueres                                               |  |
| Jornada 21    |             | Mundo Deportivo |                 | Municipal de Vilatenim · Manuel Miguel Beltrán Marco · |  |

| 5 febrer 1995 | AEC Manlleu  | 2 – 0           | UE Figueres | Manlleu                                           |  |
| Jornada 22    | Siscu 4' 94' | Mundo Deportivo |             | Estadi Municipal de Manlleu · Tulio Tevar Muñoz · |  |

| 12 febrer 1995 | UE Figueres                                            | 4 – 1           | CD Castelló     | Figueres                                             |  |
| Jornada 23     | Quique 12' · Arturo 29' · Muñoz 33' (p.) · Soriano 37' | Mundo Deportivo | 85' (p.) Caneda | Municipal de Vilatenim · Jon Carlos Aguirre Huerga · |  |

| 19 febrer 1995 | Llevant UE  | 1 – 0           | UE Figueres | València                                              |  |
| Jornada 24     | Llorens 83' | Mundo Deportivo |             | Estadi Ciutat de València · Juan José González Díez · |  |

| 26 febrer 1995 | UE Figueres | 1 – 2           | València CF B        | Figueres                                             |  |
| Jornada 25     | Arturo 44'  | Mundo Deportivo | 9' Moreno · 48' Fran | Municipal de Vilatenim · José Javier Losantos Omar · |  |

| 5 març 1995 | Ontinyent CF | 0 – 0           | UE Figueres | Ontinyent                          |  |
| Jornada 26  |              | Mundo Deportivo |             | El Clariano · Ramón Villa García · |  |

| 12 març 1995 | UE Figueres | 1 – 2           | Benidorm CF                        | Figueres                                           |  |
| Jornada 27   | Salas 21'   | Mundo Deportivo | 22' Del Castillo · 82' (p.) Israel | Municipal de Vilatenim · Eduardo Pérez Izquierdo · |  |

| 19 març 1995 | UE Figueres           | 2 – 0           | CE Europa | Figueres                                                 |  |
| Jornada 28   | Embela 6' · Muñoz 60' | Mundo Deportivo |           | Municipal de Vilatenim · José Jesús Velázquez Carrillo · |  |

| 26 març 1995 | Nàstic de Tarragona | 0 – 0           | UE Figueres | Tarragona                                             |  |
| Jornada 29   |                     | Mundo Deportivo |             | Nou Estadi de Tarragona · Gonzalo Aguilera Hernando · |  |

| 2 abril 1995 | UE Figueres | 0 – 4           | Terrassa FC                              | Figueres                                          |  |
| Jornada 30   |             | Mundo Deportivo | 28' 44' Moska · 52' Preciado · 80' Julio | Municipal de Vilatenim · Guzmán Martínez Griñán · |  |

| 9 abril 1995 | UDA Gramenet   | 1 – 1           | UE Figueres | Santa Coloma de Gramenet                                              |  |
| Jornada 31   | Tapia 78' (p.) | Mundo Deportivo | 93' Arnau   | Nou Camp Municipal de Santa Coloma · Fermín Venancio Sánchez García · |  |

| 12 abril 1995 | UE Figueres                     | 3 – 3           | UE Sant Andreu                          | Figueres                                               |  |
| Jornada 32    | Pere 14' (p.p.) · Salas 44' 70' | Mundo Deportivo | 10' Conget · 78' Casado · 86' (p.) Luna | Municipal de Vilatenim · Jesús María Orueta Ibarrola · |  |

| 16 abril 1995 | Elx CF      | 1 – 0           | UE Figueres | Elx                                               |  |
| Jornada 33    | Jacquet 28' | Mundo Deportivo |             | Estadi Martínez Valero · Serafín Ramírez Martos · |  |

| 23 abril 1995 | UE Figueres | 1 – 0           | FC Andorra | Figueres                                            |  |
| Jornada 34    | Salas 40'   | Mundo Deportivo |            | Municipal de Vilatenim · Juan Vicente Granell Gil · |  |

| 30 abril 1995 | Real Murcia CF | 1 – 1           | UE Figueres | Múrcia                                           |  |
| Jornada 35    | Moya 80'       | Mundo Deportivo | 45' Arturo  | Estadi de La Condomina · Francisco Barea López · |  |

| 7 maig 1995 | UE Figueres                    | 4 – 2           | CE Premià              | Figueres                                             |  |
| Jornada 36  | Embela 4' 35' 72' · Arturo 24' | Mundo Deportivo | 14' Ramón · 31' Guinau | Municipal de Vilatenim · Marcelino Tárraga Sánchez · |  |

| 14 maig 1995 | Girona FC                              | 3 – 2           | UE Figueres           | Girona                                      |  |
| Jornada 37   | Morata 4' · Doval 16' (p.) · Raset 69' | Mundo Deportivo | 30' Salas · 73' Muñoz | Montilivi · Felipe Santiago Crespo García · |  |

| 21 maig 1995 | UE Figueres            | 2 – 0           | CE Alcoià | Figueres                                                |  |
| Jornada 38   | Embela 8' · Melero 86' | Mundo Deportivo |           | Municipal de Vilatenim · José Miguel Hernando Serrano · |  |

## Classificació
| Pos. | Equip               | J  | G  | E  | P  | GF | GC | DG  | pts. |
| --- | ------------------- | -- | -- | -- | -- | -- | -- | --- | ---- |
| 1r | Llevant UE          | 38 | 22 | 10 | 6  | 55 | 27 | +28 | 54   |
| 2n | UDA Gramenet        | 38 | 21 | 8  | 9  | 73 | 30 | +43 | 50   |
| 3r | València CF B       | 38 | 21 | 8  | 9  | 61 | 36 | +25 | 50   |
| 4t | CD Castelló         | 38 | 20 | 8  | 10 | 62 | 33 | +29 | 48   |
| 5è | AEC Manlleu         | 38 | 17 | 12 | 9  | 46 | 37 | +9  | 46   |
| 6è | Elx CF              | 38 | 17 | 12 | 9  | 60 | 37 | +23 | 46   |
| 7è | FC Andorra          | 38 | 13 | 16 | 9  | 32 | 31 | +1  | 42   |
| 8è | CE Alcoià           | 38 | 13 | 14 | 11 | 44 | 37 | +7  | 40   |
| 9è | UE Figueres         | 38 | 14 | 11 | 13 | 44 | 40 | +4  | 39   |
| 10è | Ontinyent CF        | 38 | 19 | 9  | 15 | 45 | 50 | -5  | 37   |
| 11è | CE Sabadell FC      | 38 | 13 | 11 | 14 | 50 | 68 | -18 | 37   |
| 12è | CE L'Hospitalet     | 38 | 10 | 16 | 12 | 48 | 58 | -10 | 36   |
| 13è | Terrassa FC         | 38 | 13 | 10 | 15 | 41 | 50 | -9  | 36   |
| 14è | Benidorm CF         | 38 | 10 | 17 | 11 | 30 | 36 | -6  | 35   |
| 15è | UE Sant Andreu      | 38 | 11 | 11 | 16 | 52 | 47 | +5  | 33   |
| 16è | Nàstic de Tarragona | 38 | 9  | 15 | 14 | 45 | 45 | 0   | 33   |
| 17è | Real Murcia CF      | 38 | 11 | 11 | 16 | 43 | 47 | -4  | 33   |
| 18è | Girona FC           | 38 | 6  | 10 | 22 | 38 | 72 | -34 | 22   |
| 19è | CE Europa           | 38 | 7  | 7  | 24 | 31 | 67 | -36 | 21   |
| 20è | CE Premià           | 38 | 7  | 6  | 25 | 33 | 85 | -52 | 20   |
| En groc, els equips que disputaren la lligueta de promoció a Segona Divisió A, i en vermell, els que descendiren a Tercera Divisió. |                     |    |    |    |    |    |    |     |      |

## Estadístiques individuals
| Jugador                       | P. | T. | S. | M.   | G. | TG | TV |
| ----------------------------- | -- | -- | -- | ---- | -- | -- | -- |
| Francisco Ruiz Valbuena Rodri | 35 | 34 | 1  | 3063 | 0  | 3  | 2  |
| Joaquim Ferrer Sala           | 6  | 4  | 2  | 357  | 0  | 0  | 0  |
| Joan Sagué Turón              | 33 | 32 | 1  | 2859 | 0  | 12 | 2  |
| Miguel Ángel Salas Bestard    | 28 | 26 | 2  | 2235 | 6  | 10 | 2  |
| Manolo Sánchez Ramírez        | 27 | 25 | 2  | 2201 | 0  | 13 | 2  |
| Albert Valentín Escolano      | 26 | 25 | 1  | 2117 | 0  | 10 | 3  |
| Arnau Sala Descals            | 32 | 24 | 8  | 2235 | 1  | 8  | 3  |
| Arseni Comas Julià            | 29 | 24 | 5  | 2211 | 0  | 6  | 0  |
| Carles Curós Hurtado          | 26 | 21 | 5  | 2028 | 0  | 4  | 0  |
| Jordi Melero Busquets         | 35 | 35 | 0  | 2893 | 2  | 4  | 0  |
| Manuel Muñoz Huertas          | 31 | 29 | 2  | 2562 | 5  | 8  | 1  |
| Pitu Duran Pagès              | 19 | 14 | 5  | 1084 | 0  | 7  | 0  |
| Àngel Cortada Borràs          | 18 | 14 | 4  | 1287 | 0  | 5  | 1  |
| Quique Beltrán Rodríguez      | 34 | 33 | 1  | 2857 | 4  | 7  | 0  |
| Arturo Luis Patiño Cozar      | 31 | 25 | 6  | 2216 | 10 | 10 | 3  |
| José Manuel Embela Pi         | 25 | 18 | 7  | 1890 | 8  | 4  | 0  |
| Salvador Soriano Campos       | 21 | 17 | 4  | 1405 | 4  | 2  | 1  |
| Jaume Escala Arnau            | 20 | 10 | 10 | 994  | 3  | 4  | 0  |